# 2010年代臺灣電視公司戲劇節目列表
以下列表收錄台灣電視公司（簡稱：台視）2010年～2019年播映過的電視劇。
本表僅以首播（第一次播出）的為準，如有沒列出的，為再度播出或改播其他類型節目。除了收錄自製劇外，也含收錄外購劇（大陸劇、日韓劇、歐美影集等）。但常播出的像是：歌仔戲（若排在八點檔播出，則可收錄）、京劇、類戲劇、電視電影則不收錄。

## 播出頻道

### 台視主頻

#### 八點檔
| 年份   | 首播期間                 | 劇名             | 集數 | 演員 | 網站                        |
| 2010年 | 3月16日 - 4月12日        | 淚痕劍           | 16   | 焦恩俊、蔡少芬、王輝、常鋮、湯鈞禧、高露、李奕嫻、威跡                                                               | 網站 （页面存档备份，存于） |
| 2010年 | 4月13日 - 5月6日         | 新不了情         | 15   | 陳坤、薛凱琪、方中信、余安安、許紹雄、吕潔、趙榮、陳小藝、江美儀                                                     | 網站 （页面存档备份，存于） |
| 2010年 | 5月10日 - 8月19日        | 飯糰之家         | 60   | 樊光耀、林美秀、王以路、楊千霈、林柏宏、方芳、向語潔、李之勤、修杰楷、阿迪、賴雅妍、藍鈞天、周孝安、郭美珒           | 網站 （页面存档备份，存于） |
| 2010年 | 8月23日 - 9月23日        | 雙龍傳           | 20   | 邱心志、六月、毛樂、丁莉、苗可麗、午馬、李又麟、王會來、樊昊倫、岳躍利、謝加起、石天琪、余秉諺、車冠成               | 網站 （页面存档备份，存于） |
| 2010年 | 9月27日 - 11月4日        | 李小龍傳奇       | 24   | 陳國坤、王洛勇、蓋克、周舟、程煜、米雪兒、楊亞星、蓋瑞·丹尼爾斯、雅尼、蒂姆·斯多姆斯、瑞·帕克、達妮塔、博麗          | 網站 （页面存档备份，存于） |
| 2010年 | 11月1日 - 2011年1月11日  | 家有四千金       | 42   | 黃仲崑、柳翰雅、范筱梵、王怡仁、袁儷珊、陳孝萱、陳博正、蔡振南、李芳雯、艾偉、許孟哲、張天霖、鄒承恩、大野           | 網站 （页面存档备份，存于） |
| 2011年 | 1月12日 - 2月28日        | 獅子的女兒       | 25   | 吳皓昇、劉瑞琪、鄭奕、王宇婕、翁家明、Gigi、林煒、方岑、蘇炳憲、郭世倫、Gino、陳若萍、陳熙峰、柯奐如                 | 網站 （页面存档备份，存于） |
| 2011年 | 3月1日 - 3月31日         | 神斷狄仁傑       | 18   | 梁冠華、張子健、曲柵柵、須乾、苑冉、劉蕾                                                                             | 網站 （页面存档备份，存于） |
| 2011年 | 4月4日 - 4月21日         | 春光燦爛豬九妹   | 12   | 陳喬恩、喬任梁、徐海喬、徐震、翁虹                                                                                   | 網站 （页面存档备份，存于） |
| 2011年 | 4月25日 - 5月17日        | 女媧傳說之靈珠   | 14   | 鍾欣桐、蒲巴甲、蔣毅、郭珍霓、舒耀宣、劉庭羽、譚耀文、李倩、TAE                                                      | 網站 （页面存档备份，存于） |
| 2011年 | 5月18日 - 6月7日         | 愛上女主播       | 12   | 楊謹華、朱丹、張赫、董維嘉、吳健                                                                                     | 網站 （页面存档备份，存于） |
| 2011年 | 6月8日 - 9月20日         | 姊妹             | 60   | 陸一龍、席曼寧、黃嘉千、鄒承恩、胡婷婷、林美照、品冠、陳怡嘉、吳怡臻、黃西田、向娃、阿龐、譚艾珍、藍鈞天             | 網站 （页面存档备份，存于） |
| 2011年 | 9月21日 - 11月29日       | 田庄英雄         | 40   | 吳慷仁、蔡振南、趙小僑、民雄、孫協志、尤人立、李博翔、黃仲崑、錢君銜、錢君仲、張伯舟、吳佳珊、王惠五、藝鴒           | 網站 （页面存档备份，存于） |
| 2012年 | 1月16日 - 2月28日        | 巔峰時代         | 20   | 黃少祺、王宇婕、韓雪、陳莎莉、丁國琳、Gino                                                                           | 網站 （页面存档备份，存于） |
| 2012年 | 2月29日 - 5月8日         | 女人花           | 40   | 趙小僑、林韋君、苗可麗、陳德烈、張雁名、陳俊生、李妍瑾、趙舜、陳為民、王中平、丁國琳、梁家榕、余函彌、郭世倫         | 網站 （页面存档备份，存于） |
| 2012年 | 6月25日 - 8月6日         | 帝錦             | 25   | 安七炫、施豔飛、康華、李泰蘭、林文龍、張茜、李宜儒、苑新雨、鄭亦桐、王妍蘇、衛萊                                     | 網站 （页面存档备份，存于） |
| 2012年 | 8月7日 - 9月27日         | 東門四少         | 31   | 楊貴媚、朱德剛、陳亦飛、梁正群、張雁名、林玟誼、房思瑜、吳佳珊、高群、張靜之、潘慧如、瑤涵沂、唐川                   | 網站 （页面存档备份，存于） |
| 2012年 | 10月1日 - 11月1日        | 陽光正藍         | 20   | 白歆惠、梁赫群、鍾承翰、是元介、趙世蓉、陳博正、張瓊姿、陳昭賢、趙駿亞                                               | 網站 （页面存档备份，存于） |
| 2012年 | 11月26日 - 2013年2月4日  | 東華春理髮廳     | 40   | 劉至翰、六月、曾少宗、楊雅筑、高捷、劉瑞琪、柯淑勤、楊潔玫、李至正、宇騰、陳怡嘉、陳霆、康茵茵、劉尚謙、嚴藝文       | 網站 （页面存档备份，存于） |
| 2013年 | 2月5日 - 3月5日          | 大唐女將樊梨花   | 17   | 秦嵐、劉愷威、王妍蘇、唐宸禹、方安娜、吳毅將、康華、駱達華、岳躍利、苗皓鈞、葉項明                                   | 網站 （页面存档备份，存于） |
| 2013年 | 3月6日 - 4月1日          | 王的女人         | 15   | 明道、陳喬恩、袁姍姍、羅晉                                                                                           | 網站 （页面存档备份，存于） |
| 2013年 | 4月1日 - 4月22日         | 虎符傳奇         | 13   | 楊冪、馮紹峰、唐一菲                                                                                                 | 網站 （页面存档备份，存于） |
| 2013年 | 7月16日 - 8月14日        | 楚留香新傳       | 18   | 張智堯、劉德凱、樊少皇、黃娟、肖劍、夏一瑤、秦麗、夏清                                                               | 網站 （页面存档备份，存于） |
| 2013年 | 8月15日 - 9月5日         | 江南傳奇之十五貫 | 13   | 梁冠華、甄錫、赵亮、高雄、苑瓊丹、宁丹琳                                                                             | 網站 （页面存档备份，存于） |
| 2013年 | 10月15日 - 11月18日      | 幸福蒲公英       | 20   | 曾愷玹、唐禹哲、邵翔、賴琳恩、陳乃榮、林逸欣                                                                         | 網站 （页面存档备份，存于） |
| 2013年 | 11月19日 - 2014年1月27日 | 結婚好嗎？       | 40   | 天心、修杰楷、邵翔、安唯綾、傅雷、李之勤、余秉諺、廖翎貽、唐琪、潘慧如、劉尚謙、周丹薇、蔣偉文、張家慧、張翰         | 網站 （页面存档备份，存于） |
| 2014年 | 1月28日 - 3月20日        | 神仙·老師·狗     | 30   | 楊一展、李佳豫、張熙恩、樊光耀、勾峰、邵翔、王樂妍、李京恬、方志友、張筱婕、賴承德、林奕勳、戈偉如、趙樹海           | 網站 （页面存档备份，存于） |
| 2014年 | 3月24日 - 7月31日        | 雨後驕陽         | 80   | 楊貴媚、檢場、尹昭德、鍾欣凌、陳怡嘉、Junior、楊子儀、小甜甜                                                         | 網站 （页面存档备份，存于） |
| 2014年 | 8月1日 - 11月20日        | 艋舺的女人       | 80   | 狄鶯、陳仙梅、李興文、黃仲崑、何豪傑、吳婉君、孟翔、周惠珊、馬利歐、劉曉憶、傅天穎、楊少文、安定亞、林健寰、馮光榮   | 網站 （页面存档备份，存于） |
| 2014年 | 11月21日 - 12月18日      | 純純             | 20   | 周幼婷、黃騰浩、張善為、林雨宣、周詠軒、周凱文、吳定謙                                                               | 網站 （页面存档备份，存于） |
| 2015年 | 4月10日 - 5月6日         | 阿母             | 19   | 方文琳、王豪、孫淑媚、黃文星、王宇婕、安迪、楊烈、吳朋奉、林照雄、王滿嬌                                             | 網站 （页面存档备份，存于） |
| 2015年 | 5月7日 - 7月21日         | 春梅             | 54   | 林予晞、Junior、邱凱偉、楊子儀、王思平、朱德剛、席曼寧、陳慕義、張珮瑩、李沛旭                                       | 網站 （页面存档备份，存于） |
| 2015年 | 7月22日 - 2016年1月21日  | 天若有情         | 130  | 黃騰浩、苗可麗、李佳豫、林逸欣、陳文山、羅時豐、潘柏希、何紫妍、阿本                                                 | 網站 （页面存档备份，存于） |
| 2016年 | 3月1日 - 11月22日        | 加油！美玲       | 191  | 米可白、王凱、阿龐、朱蕾安、林雨宣、吳俊諺、林乃華、楊繡惠、黃雅珉、馬國賢、馬惠珍、孟庭麗、何璦芸、小甜甜、謝麗金   | 網站 （页面存档备份，存于） |
| 2016年 | 11月23日 - 2017年2月15日 | 700歲旅程        | 60   | 邱凱偉、張本渝、陳怡嘉、龔繼安、喜翔、丁強、張琴、朱陸豪、王滿嬌、應采靈、梅芳、唐川、林乃華、上官鳴、馬惠珍、潘奕如 | 網站 （页面存档备份，存于） |
| 2017年 | 4月13日 - 4月28日        | 思慕的人         | 23   | 陳怡嘉、謝承均、李易、況明潔、伊正、林健寰、方季韋、黃懷晨、施名帥、吳朋奉、劉曉憶、安伯政、談學斌、徐麗雯、陳博正   | 網站 （页面存档备份，存于） |
| 2017年 | 5月1日 - 5月22日         | 白鷺鷥的願望     | 32   | 連靜雯、張靜之、Junior、蕭景鴻、趙駿亞、許姿婷、蔡明修、王淑娟、李滔、張瓊姿、琇琴、何冠穎                           | 網站 （页面存档备份，存于） |
| 2017年 | 5月23日 - 10月9日        | 牡丹花開         | 100  | 孫淑媚、李㼈、林健寰、霍正奇、林小樓、吳佳珊、徐潔英、趙愛華、陳文山、林融皓、黃婕菲、劉曉憶、吳淑敏、張峰奇         | 網站 （页面存档备份，存于） |
| 2018年 | 3月27日 - 4月17日        | 雨夜花           | 31   | 黃品源、孫淑媚、張本渝、林昕陽、王凱、吳婉君、蔡振南、潘麗麗                                                         | 網站 （页面存档备份，存于） |
| 2018年 | 4月18日 - 7月11日        | 情·份            | 61   | 羅時豐、柯淑勤、方文琳、吳佳珊、陳文山、許蓁蓁、唐豐、安唯綾、張翰、陳宇豪、巫宗翰、林惟毅、何聖菲、邱德洋、程雅晨   | 網站 （页面存档备份，存于） |
| 2018年 | 7月12日 - 11月19日       | 女兵日記         | 92   | 陳謙文、羅平、劉香慈、楊晴、小嫻、李宣榕、博焱、梁舒涵、楊雅筑、林建予、方語昕、鄭亞、林宜禾、梁瀚名、王沛語         | 網站 （页面存档备份，存于） |
| 2018年 | 11月19日 - 2019年9月9日  | 女兵日記女力報到 | 208  | 陳謙文、羅平、楊晴、小嫻、李宣榕、博焱、梁舒涵、楊雅筑、林建予、方語昕、鄭亞、梁瀚名、游小白、尹彥凱                 | 網站 （页面存档备份，存于） |
| 2019年 | 9月24日 - 12月20日       | 忠孝節義         | 65   | 楊麗花、陳亞蘭、游耀光、陳怡真、林佩儀、何佩芸、江俊賢、紀麗如、葉麗娜、許仙姬、羅育忠                               | 網站 （页面存档备份，存于） |
| 2019年 | 12月23日 - 2020年2月5日  | 苦力             | 30   | 蔡昌憲、林玟誼、田羽安、黃文星、傅子純、白家綺、蔡阿炮、謝瓊煖、楊烈、張瓊姿、吳婉君、黃玉榮、吳鈴山、檢場           | 網站 （页面存档备份，存于） |

#### 九點檔
| 年份   | 首播期間                 | 劇名           | 集數 | 演員                                                                                         | 網站                        |
| 2013年 | 11月19日 - 2014年3月20日 | 活佛濟公第三部 | 68   | 陳浩民、林子聰、葉祖新、林江國、張亮、馨子、杨雪                                             | 網站 （页面存档备份，存于） |
| 2014年 | 3月24日 - 5月19日        | 追魚傳奇       | 36   | 趙麗穎、關智斌、戴嬌倩、丁子峻                                                               | 網站 （页面存档备份，存于） |
| 2014年 | 4月28日 - 6月30日        | 含笑食堂       | 37   | 苗可麗、呂雪鳳、龍劭華、林嘉俐、張永智、吳朋奉、琇琴、楊可凡、李易、曾子益                   | 網站 （页面存档备份，存于） |
| 2014年 | 7月1日 - 8月19日         | 孤戀花         | 35   | 韓瑜、霍正奇、伊正、高慧君、亮哲、太保、林小樓、黃玉榮、吳婉君                               | 網站 （页面存档备份，存于） |
| 2014年 | 8月20日 - 10月3日        | 愛。回來       | 33   | 六月、龍劭華、張睿家、嚴藝文、王鏡冠、亮哲、林玟誼、柯淑勤、張靜之、林鴻翔、蔡阿炮           | 網站 （页面存档备份，存于） |
| 2014年 | 10月6日 - 11月21日       | 熱海戀歌       | 35   | 李李仁、李千娜、平岡祐太、陸明君、唐從聖、袁艾菲、陳博正、檢場、邰智源、夏靖庭、楊麗音、琇琴 | 網站 （页面存档备份，存于） |
| 2014年 | 11月24日 - 2015年2月2日  | 芳草碧連天     | 50   | 楊貴媚、孫鵬、高捷、林乃華、林嘉俐、蘇炳憲、高慧君、洪瑞襄、白吉勝                           | 網站 （页面存档备份，存于） |
| 2015年 | 2月3日 - 4月3日          | 我愛美金       | 40   | 琇琴、吳鈴山、林乃華、侯傑                                                                   | 網站 （页面存档备份，存于） |
| 2015年 | 10月26日 - 12月8日       | 珍珠人生       | 32   | 楊可涵、陳冠霖、紀寶如、龍劭華、湯志偉、林嘉俐、李亮瑾、林雨宣、林乃華、陳志強               | 網站 （页面存档备份，存于） |

#### 十點檔

##### 週五
| 年份   | 首播期間                 | 劇名                 | 集數 | 演員 | 網站                        |
| 2010年 | 1月8日 - 5月28日         | 第二回合我愛你       | 20   | 陳怡蓉、宥勝、陳博正、林美秀、關勇、應采靈、樊光耀、蔣黎麗、宋新妮、汪建民、馬力歐、馬念先、胡盈禎 | 網站 （页面存档备份，存于） |
| 2010年 | 6月4日 - 10月29日        | 倪亞達               | 21   | 梁智瑜、曾寶儀、楊祐寧、郭書瑤、蔡振南、楊麗音、丁強、李璇、梁詠荃、王凱琳、王靖皓、董彥霆、陳俞仲、曾映瑜 | 網站 （页面存档备份，存于） |
| 2010年 | 11月5日 - 2011年4月15日  | 犀利人妻             | 23   | 溫昇豪、隋棠、朱芯儀、宥勝、胡盈禎、吳怡臻、迷你彬、關勇、周嘉麗、潘麗麗 | 網站 （页面存档备份，存于） |
| 2011年 | 4月22日 - 7月15日        | 我的完美男人         | 13   | 天心、楊一展、楊千霈、路斯明、琇琴、湘瑩、劉真、聶雲、范筱梵、高群、葉民志、郭世倫、地球、安迪、唐國忠 | 網站 （页面存档备份，存于） |
| 2011年 | 9月16日 - 12月23日       | 勇士們               | 15   | - 單元一《光榮時刻》共5集（9月16日 - 10月14日） 吳中天、寇世勳、白歆惠、傅雷、趙正平、馬之秦、卓文萱、那維勳、李至正、張卓楠、巫建和、Junior、徐少麟 - 單元二《關鍵一役》共4集（10月21日 - 11月11日） 李國毅、任容萱、陳德烈、陳博正、何以奇、陳怡嘉、林若亞、黃民安、地球、洪瑞霞、陳瓊美、葛西健二 - 單元三《承先啟後》共6集（11月18日 - 12月23日） 丁強、楊銘威、寇家瑞、張雁名、初家晴、余函彌、大牙、劉美玲、孟庭麗、何姵蓓、安娜、董舜豪、胡伯祥 | 網站 （页面存档备份，存于） |
| 2011年 | 12月30日 - 2012年3月30日 | 前男友               | 14   | 楊祐寧、李千娜、黃志瑋、廖苡喬、納豆、初家晴、李沛旭、增山裕紀、陶傳正、葛蕾 | 網站 （页面存档备份，存于） |
| 2012年 | 4月6日 - 7月13日         | 半熟戀人             | 15   | 蔡淑臻、路斯明、李維維、邱凱偉、李沛旭、樊光耀、小8、陳亦飛、姚黛瑋、陳志強 | 網站 （页面存档备份，存于） |
| 2012年 | 7月20日 - 11月9日        | 花是愛               | 15   | 吳慷仁、周幼婷、周群達、金勤、羅平、林利霏、陳勢安、羅北安、蔡振南、小薰、夏如芝、徐貴櫻 | 網站 （页面存档备份，存于） |
| 2012年 | 11月16日 - 2013年3月1日  | 罪美麗               | 16   | 王識賢、林辰唏、莫子儀、席曼寧、林美秀、小嫻、潘儀君、萬芳、陳語安、唐振剛、陳竹昇、余若晴、黃聖球、黃連煜 | 網站 （页面存档备份，存于） |
| 2013年 | 3月8日 - 6月21日         | 遇見幸福300天        | 15   | 陳怡蓉、王傳一、坤達、莊凱勛、葛蕾、王思平 | 網站 （页面存档备份，存于） |
| 2013年 | 6月28日 - 10月4日        | 親愛的，我愛上別人了 | 15   | 天心、李銘順、邱凱偉、林逸欣、席曼寧、朱德剛、張珮瑩、陸明君、陳慕義、樊光耀、孟庭麗、林孟瑾、梅賢治 | 網站 （页面存档备份，存于） |
| 2013年 | 10月11日 - 2014年1月3日  | 愛的生存之道         | 14   | 隋棠、楊祐寧、莊凱勛、謝沛恩、小嫻、郭鑫、張家慧、徐詣帆、劉曉憶、謝宇威、簡宏霖、李佳豫、曾昱嘉、吳心緹 | 網站 （页面存档备份，存于） |
| 2014年 | 1月10日 - 4月18日        | 流氓蛋糕店           | 15   | 藍正龍、長澤雅美、馬如龍、應蔚民、巫建和、洪天祥、曾珮瑜、北村豐晴 | 網站 （页面存档备份，存于） |
| 2014年 | 4月25日 - 8月1日         | 威廉王子             | 14   | 謝坤達、陳匡怡、顧寶明、許騰方、朱德剛、安唯綾、潘麗麗 | 網站 （页面存档备份，存于） |
| 2014年 | 8月8日 - 10月31日        | 妹妹                 | 13   | 藍正龍、安心亞、莫允雯、安哲、黃嘉千、夏靖庭、丁也恬、賴佩瑩、吳怡霈、林美秀、周洺甫、勵政達、張庭瑚、劉祿存 | 網站 （页面存档备份，存于） |
| 2014年 | 11月7日 - 2015年1月9日   | 徵婚啟事             | 20   | 隋棠、李銘順、黃志瑋、鍾承翰、郭書瑤、張少懷、高盟傑、戴若梅、方靖、蔡昌憲 | 網站 （页面存档备份，存于） |
| 2015年 | 1月16日 - 4月24日        | 新世界               | 15   | 張庭瑚、楊可涵、潘柏希、蔡黃汝、李佳豫、李依瑾、林鴻翔、赫容、鄧志鴻、朱陸豪、陳文山、楊烈、朱德剛、駱炫銘、 | 網站 （页面存档备份，存于） |
| 2015年 | 5月1日 - 9月18日         | 哇！陳怡君           | 21   | 陳怡蓉、姚元浩、李千娜、鄒承恩 | 網站 （页面存档备份，存于） |
| 2015年 | 9月25日 - 10月9日        | 麻醉風暴             | 6    | 黃健瑋、許瑋甯、吳慷仁、黃仲崑、謝盈萱 | 網站 （页面存档备份，存于） |
| 2015年 | 10月16日 - 2016年1月22日 | 唯一繼承者           | 15   | 張睿家、宋芸樺、楊晴、戴祖雄 | 網站 （页面存档备份，存于） |
| 2016年 | 1月29日 - 4月29日        | 幸福不二家           | 14   | 竇智孔、大久保麻梨子、黃嘉千、羅北安、吳心緹、曾少宗、邱彥翔 | 網站 （页面存档备份，存于） |
| 2016年 | 5月6日 - 8月12日         | 遺憾拼圖             | 15   | 楊貴媚、謝佳見、黃姵嘉、朱芷瑩、張懷秋、李易 | 網站 （页面存档备份，存于） |
| 2016年 | 8月19日 - 2017年8月18日  | 植劇場               | 52   | 《戀愛沙塵暴》共7集（8月19日 - 9月30日） 樊光耀、柯淑勤、吳慷仁、陳妤、鄧育凱 《荼蘼》共6集（10月7日 - 11月11日） 楊丞琳、顏毓麟、路斯明、張復建、陳季霞、謝盈萱 《姜老師，妳談過戀愛嗎？》共6集（11月18日 - 12月23日） 藍正龍、葉星辰、禾語辰、鄭家榆、許光漢、章可中 《天黑請閉眼》共7集（12月30日 - 2017年2月17日） 藍雅芸、陳禕倫、簡嫚書、朱盛平、孫可芳、張書豪 《積木之家》共7集（2月24日 - 4月7日） 林子熙、陳婉婷、施易男、范宸菲、曾少宗、范姜泰基 《夢裡的一千道牆》共6集（4月14日 - 5月19日） 莫允雯、黃河、劉心宇、吳岳擎、徐鈞浩、張逸軍 《花甲男孩轉大人》共7集（5月26日 - 7月7日） 盧廣仲、嚴正嵐、范足妹、蔡振南、王彩樺、龍劭華 《五味八珍的歲月》共6集（7月14日 - 8月18日） 安心亞、李至正、鍾承翰、孫可芳 | 網站 （页面存档备份，存于） |
| 2017年 | 12月22日 - 2018年5月11日 | 我的男孩             | 20   | 林心如、張軒睿、高聖遠、李李仁、許光漢、章廣辰、阿翔、屈中恆、嚴藝文、阿龐、張本渝、東明相、羅明順 | 網站 （页面存档备份，存于） |
| 2018年 | 5月18日 - 8月10日        | 前男友不是人         | 13   | 楊丞琳、藍正龍、路斯明、李杏、薛仕凌、海裕芬、謝瓊煖、蔡阿炮、吳珝陽、何以奇 | 網站 （页面存档备份，存于） |
| 2018年 | 8月17日 - 10月12日       | 動物系戀人啊         | 9    | 賀軍翔、鍾欣潼、張睿家、隋棠、洪卓立、林予晞 | 網站 （页面存档备份，存于） |
| 2018年 | 11月16日 - 2019年2月1日  | 種菜女神             | 24   | 陳庭妮、劉以豪、李千娜、徐鈞浩、謝盈萱、孫可芳、劉子千、庹宗華 | 網站 （页面存档备份，存于） |
| 2019年 | 3月1日 - 5月24日         | 我是顧家男           | 13   | 黃健瑋、楊謹華、謝佳見、張景嵐、葛蕾、羅北安、呂雪鳳、陳敬宣、吳珝陽、檢場、阿達、邱宇辰 | 網站 （页面存档备份，存于） |
| 2019年 | 5月31日 - 8月23日        | 我們不能是朋友       | 13   | 郭雪芙、劉以豪、夏若妍、孫其君、袁艾菲、陳慕、李沛勳 | 網站 （页面存档备份，存于） |
| 2019年 | 8月30日 - 2020年1月10日  | 你那邊怎樣·我這邊OK  | 40   | 藍正龍、曾之喬、劉冠廷、陳泂江、陳羅密歐、沈琳宸、曾沛慈、庹宗華、藍心湄、吳岳擎、張耀仁、黄俊雄 | 網站 （页面存档备份，存于） |

##### 週六
| 年份   | 首播期間                | 劇名             | 集數 | 演員                                           | 網站                        |
| 2015年 | 2月7日 - 5月9日         | 惡男日記         | 14   | 張書豪、張懷秋、JR、王思平、李相林、米可白     | 網站 （页面存档备份，存于） |
| 2015年 | 5月16日 - 8月15日       | 皮諾丘           | 13   | 李鍾碩、朴信惠、金英光、李侑菲                 | 網站 （页面存档备份，存于） |
| 2015年 | 8月22日 - 12月5日       | 致，第三者       | 15   | 安心亞、謝佳見、謝沛恩、張立昂                 | 網站 （页面存档备份，存于） |
| 2015年 | 12月12日 - 2016年4月2日 | 我的30定律       | 16   | 修杰楷、夏于喬、古斌、劉品言                   | 網站 （页面存档备份，存于） |
| 2016年 | 4月9日 - 7月23日        | 我和我的十七歲   | 15   | 謝欣穎、李國毅、周曉涵、鄭茵聲、王家梁         | 網站 （页面存档备份，存于） |
| 2016年 | 7月30日 - 11月12日      | 必勝練習生       | 16   | 林予晞、柯有倫、安哲、                         | 網站 （页面存档备份，存于） |
| 2016年 | 12月3日 - 2017年4月8日  | 如朕親臨         | 17   | 李國毅、連俞涵、藍鈞天、房思瑜、范宸菲         | 網站 （页面存档备份，存于） |
| 2017年 | 4月15日 - 7月29日       | 鐘樓愛人         | 15   | 周湯豪、孟耿如、黃薇渟、張捷、楊銘威、藍雅芸   | 網站 （页面存档备份，存于） |
| 2017年 | 8月5日 - 11月11日       | 我和我的四個男人 | 15   | 李毓芬、嚴爵、黃仁德、許孟哲、許維恩、吳岳擎   | 網站 （页面存档备份，存于） |
| 2017年 | 12月2日 - 3月24日       | 獅子王強大       | 16   | 曹晏豪、周曉涵、劉書宏、陽靚                   | 網站 （页面存档备份，存于） |
| 2018年 | 3月31日 - 7月14日       | 高塔公主         | 15   | 孟耿如、莫允雯、鄭茵聲、王牧語、周群達、利晴天 | 網站 （页面存档备份，存于） |
| 2018年 | 7月21日 - 11月10日      | 愛的3.14159      | 17   | 吳思賢、邵雨薇、陳大天、李婕                   | 網站 （页面存档备份，存于） |
| 2018年 | 11月24日 - 2019年3月2日 | 艾蜜麗的五件事   | 15   | 鍾瑶、林子閎、臧芮軒、王家梁                       | 網站 （页面存档备份，存于） |
| 2019年 | 3月9日 - 6月15日        | 愛情白皮書       | 15   | 張庭瑚、王淨、宋柏緯、謝翔雅、吳岳擎、廖宇飛   | 網站 （页面存档备份，存于） |
| 2019年 | 7月6日 - 10月12日       | 男神時代         | 15   | 謝佳見、葉星辰、劉書宏、夏語心、陽靚、安俊朋   | 網站 （页面存档备份，存于） |

#### 週日偶像劇
| 年份   | 首播期間                 | 劇名             | 集數 | 演員 | 網站                        |
| 2010年 | 2月28日 - 7月18日        | 偷心大聖PS男     | 21   | 藍正龍、隋棠、白歆惠、溫昇豪、小小彬、陳慕義、張兆志、鍾欣凌                                                             | 網站 （页面存档备份，存于） |
| 2010年 | 7月25日 - 11月28日       | 鍾無艷           | 19   | 楊謹華、明道、王思平、吳慷仁、苗可麗、宋新妮、王道、李沛旭、傅雷、曾少宗、趙自強、譚艾珍、張芯瑜、王彼得                 | 網站 （页面存档备份，存于） |
| 2010年 | 12月5日 - 2011年4月10日  | 國民英雄         | 19   | 鄭元暢、郭采潔、李至正、周采詩、周詠軒、呂曼茵、古斌、艾偉、陸廷威、萱野可芬                                             | 網站 （页面存档备份，存于） |
| 2011年 | 4月17日 - 8月14日        | 醉後決定愛上你   | 18   | 張孝全、楊丞琳、許瑋甯、小鬼、白梓軒、王傳一                                                                             | 網站 （页面存档备份，存于） |
| 2011年 | 8月21日 - 2012年2月12日  | 小資女孩向前衝   | 25   | 柯佳嬿、邱澤、溫昇豪、李毓芬、蔡淑臻、郭書瑤、沈孟生、林秀君、陸一龍、郎祖筠、趙正平、李沛旭、楊麗音                     | 網站 （页面存档备份，存于） |
| 2012年 | 2月19日 - 7月15日        | 向前走向愛走     | 22   | 郭采潔、陳怡蓉、楊祐寧、楊一展、李之勤、李志希、席曼寧、陳博正、胡盈禎、安俊朋                                           | 網站 （页面存档备份，存于） |
| 2012年 | 7月22日 - 12月30日       | 螺絲小姐要出嫁   | 23   | 邱澤、賴雅妍、趙駿亞、李毓芬、郭雪芙、艾偉、楊麗音、郎祖筠、趙正平、那維勳、陳慕義、張珮瑩、姚采穎、應蔚民、許騰方、茵芙 | 網站 （页面存档备份，存于） |
| 2013年 | 1月6日 - 6月2日          | 金大花的華麗冒險 | 21   | 謝欣穎、溫昇豪、吳慷仁、趙駿亞、袁艾菲、賴琳恩、薛仕凌、郭書瑤、楊麗音、太保、檢場                                       | 網站 （页面存档备份，存于） |
| 2013年 | 6月9日 - 10月27日        | 真愛黑白配       | 21   | 胡宇威、陳庭妮、李運慶、陶嫚曼、莫允雯、檢場、譚艾珍、張復健、王琄、瑤涵沂、薛仕凌、張珮瑩、邱慧雯、余月如               | 網站 （页面存档备份，存于） |
| 2013年 | 11月3日 - 2014年3月30日  | 回到愛以前       | 22   | 魏蔓、姚元浩、王思平、楊鎮、乾德門、張熙恩、王家梁、許騰方、梅賢治、姚黛瑋、傅雷、林秀君、陳若萍、管謹宗、陳幼芳         | 網站 （页面存档备份，存于） |
| 2014年 | 4月6日 - 8月17日         | 愛上兩個我       | 20   | 炎亞綸、李毓芬、李運慶、高英軒、王凱蒂、楊銘威、檢場、謝瓊煖、陳博正、黃懷晨、林可彤                                     | 網站 （页面存档备份，存于） |
| 2014年 | 8月24日 - 2015年1月4日   | 再說一次我願意   | 20   | 林佑威、魏蔓、李維維、張勛傑、周曉涵、梁正群、姚淳耀、黃甄妮、吳仲強、譚艾珍、楊麗音                                     | 網站 （页面存档备份，存于） |
| 2015年 | 1月11日 - 5月24日        | 聽見幸福         | 20   | 王傳一、任容萱、邵翔、雷瑟琳、威廉、陳語安、苗可麗、胡佩蓮、董至成、徐浩軒、李佳豫、茵芙                                 | 網站 （页面存档备份，存于） |
| 2015年 | 5月31日 - 10月11日       | 他看她的第2眼    | 20   | 劉以豪、魏蔓、邵雨薇、高盟傑、琇琴、劉書宏、曾允柔、李迪恩、周宜霈、鄧志鴻、周丹薇                                       | 網站 （页面存档备份，存于） |
| 2015年 | 10月18日 - 2016年2月21日 | 愛上哥們         | 18   | 陳楚河、賴雅妍、陶嫚曼、陳語安、畢書盡、邵翔、劉瑞琪、湯志偉、王琄、楊銘威、夏靖庭、陳為民                               | 網站 （页面存档备份，存于） |
| 2016年 | 3月6日 - 6月26日         | 後菜鳥的燦爛時代 | 17   | 炎亞綸、曾之喬、紀言愷、賴琳恩、琇琴、夏如芝、張洛偍、黃甄妮、王道南、葛兆恩、李運慶、茵芙                               | 網站 （页面存档备份，存于） |
| 2016年 | 7月3日 - 10月30日        | 狼王子           | 18   | 張軒睿、安心亞、陳語安、古斌、林煒、楊烈、薛仕凌、謝瓊煖                                                                 | 網站 （页面存档备份，存于） |
| 2016年 | 11月13日 - 2017年3月19日 | 浮士德的微笑     | 19   | 張立昂、劉奕兒、邵翔、陽詠存、洪詩、柯素雲、檢場、庭萱、劉晉瑋、簡義哲                                                   | 網站 （页面存档备份，存于） |
| 2017年 | 3月26日 - 7月30日        | 我的愛情不平凡   | 19   | 楊一展、蔡黃汝、周孝安、陳敬宣                                                                                           | 網站 （页面存档备份，存于） |
| 2017年 | 8月6日 - 12月3日         | 噗通噗通我愛你   | 18   | 魏蔓、陳奕、簡宏霖、陶嫚曼、沈建宏、陳乃榮、邱俊儒、張洛偍、吳季璇、郭彥甫、沈孟生、包小松、楊潔玫                       | 網站 （页面存档备份，存于） |
| 2017年 | 12月10日 - 2018年4月8日  | 已讀不回的戀人   | 16   | 鍾承翰、蔡黃汝、邱昊奇、小薰、楊銘威、劉宇珊、綠茶                                                                       | 網站 （页面存档备份，存于） |
| 2018年 | 4月15日 - 8月12日        | 三明治女孩的逆襲 | 18   | 張立昂、葉星辰、子閎、廖奕琁、邵翔、鄭家榆、林思宇、張洛偍、郭彥甫、顏永烈、吳季璇、臧芮軒、方大緯、黃妤榛、海裕芬       | 網站 （页面存档备份，存于） |
| 2018年 | 8月19日 - 12月4日        | 高校英雄傳       | 16   | 宏正、劉宇菁、徐韜、季念潔、席惟倫、蕭志瑋、李運慶、宋緯恩、何美、黃甄妮、譚艾珍、黃鐙輝、陳為民                         | 網站 （页面存档备份，存于） |
| 2019年 | 1月6日 - 4月28日         | 你有念大學嗎？   | 16   | 安心亞、禾浩辰、邱宇辰、吳品潔、梅賢治、汪沛滢、米凱莉、胡佩蓮、林佩君、王道南、茵芙、潘奕如、地球、喬雅琳、江泳錡       | 網站 （页面存档备份，存于） |
| 2019年 | 5月5日 - 9月1日          | 月村歡迎你       | 18   | 林思宇、謝坤達、吳念軒、李佳豫、楊貴媚、吳欣芸、劉沛緹、廖偉博、陳慕義、劉漢強、鄭平君、黃采儀                           | 網站 （页面存档备份，存于） |
| 2019年 | 9月8日 - 2020年1月19日   | 網紅的瘋狂世界   | 20   | 吳思賢、項婕如、言明澔、卓毓彤                                                                                           | 網站 （页面存档备份，存于） |

#### 其他時段
| 年份   | 首播期間                 | 劇名                 | 集數 | 演員 | 網站                        |
| 2010年 | 9月27日 - 11月17日       | 全職媽媽             | 24   | 廉晶雅、奉太奎、車藝蓮、金慈玉、尹朱尚                                                                   | 網站 （页面存档备份，存于） |
| 2011年 | 8月4日 - 11月3日         | 陽光天使             | 14   | 楊丞琳、吳尊、劉梓妍、張峻寧、邵翔、顧寶明、趙樹海、鄔倩倩、武藤美幸                                     | 網站 （页面存档备份，存于） |
| 2011年 | 10月25日 - 12月19日      | 嫦娥                 | 40   | 姚笛、明道、黃覺、王子文、王冰                                                                           |                             |
| 2011年 | 12月20日 - 2012年2月15日 | 仙劍奇俠傳Ⅲ          | 37   | 胡歌、楊冪、霍建華、唐嫣、劉詩詩、黃志瑋、林子聰、劉家輝、袁弘、郭曉婷、劉銳、韓曉、韓振華、岳躍利、范明 |                             |
| 2012年 | 10月1日 - 11月22日       | 後宮                 | 32   | 安以軒、馮紹峰、楊怡、譚耀文、何賽飛、呂一、劉庭羽、陳莎莉、岳躍利                                       | 網站 （页面存档备份，存于） |
| 2012年 | 11月8日 - 2013年2月21日  | 我租了一個情人       | 16   | 宥勝、許瑋甯、小薰、李康宜、柯有倫、林美秀、胡佩蓮、陳德烈、荳荳、陶傳正、萬瑋喬、林秀君、林舒語         | 網站 （页面存档备份，存于） |
| 2012年 | 12月20日 - 2013年2月4日  | 秦香蓮               | 32   | 袁姍姍、陳浩民、劉雪華、關智斌、呂晶晶、寇振海                                                           |                             |
| 2013年 | 2月28日 - 6月13日        | 大紅帽與小野狼       | 16   | 楊謹華、姚元浩、黃騰浩、林孟瑾、李辰翔                                                                   | 網站 （页面存档备份，存于） |
| 2013年 | 7月11日 - 11月21日       | 逆光青春             | 20   | 黃姵嘉、陳澤耀、方志友、惟毅、范峻銘、翁馨儀                                                             | 網站 （页面存档备份，存于） |
| 2013年 | 11月3日 - 12月8日        | 家有Mr.J             | 6    | 林惟毅、張景怡、張沛婕、朱陸豪、孟庭麗                                                                   | 網站 （页面存档备份，存于） |
| 2014年 | 5月20日 - 6月30日        | 天堂秀               | 30   | 陸毅、韓智慧、吳亞馨                                                                                     | 網站 （页面存档备份，存于） |
| 2014年 | 7月1日 - 8月26日         | 大時代               | 33   | 段奕宏、薛佳凝、蒋勤勤、高虎、孫海英、張麗                                                               |                             |
| 2014年 | 8月27日 - 11月4日        | 金太狼的幸福生活     | 40   | 李小璐、王雷、宋丹丹、杜源、范明、林叢                                                                   |                             |
| 2014年 | 11月5日 - 2015年1月1日   | 夫妻那些事           | 34   | 陈数、黃磊、梁静、李明珠                                                                                 |                             |
| 2015年 | 1月5日 - 4月22日         | 活佛济公Ⅱ            | 60   | 陳浩民、林子聰、葉祖新、張亮、林江國、馨子、張寶雯、周覓、楊雪                                           |                             |
| 2015年 | 4月23日 - 7月2日         | 薛丁山               | 40   | 吳樾、遲帥、樊少皇、傅淼、TAE、高昊                                                                      |                             |
| 2015年 | 7月6日 - 10月1日         | 十月圍城             | 52   | 鍾漢良、劉小小、張曉龍、景岡山、吳剛、胡東、王子子、甘婷婷、吳孟達、何佳怡                               |                             |
| 2015年 | 10月5日 - 12月21日       | 金玉良緣             | 45   | 霍建華、唐嫣、貢米、黃明、鄔君梅、王陽                                                                   |                             |
| 2015年 | 12月22日 - 2016年2月17日 | 白蛇後傳             | 30   | 傅淼、邱心志、刘诗诗、迟帅                                                                               |                             |
| 2016年 | 2月18日 - 5月2日         | 畫皮之真愛無悔       | 42   | 劉愷威、穎兒、白冰、喬振宇、徐正曦、茅子俊                                                               |                             |
| 2016年 | 7月17日 - 10月2日        | 太陽的後裔           | 24   | 宋仲基、宋慧喬、晉久、金智媛                                                                             | 網站 （页面存档备份，存于） |
| 2016年 | 10月9日 - 12月25日       | Oh！我的鬼神君       | 24   | 曹政奭、朴寶英、金瑟琪、林周煥                                                                           | 網站 （页面存档备份，存于） |
| 2017年 | 1月1日 - 4月9日          | 又是！吳海英         | 30   | Eric、徐玄振、全慧彬、李載允                                                                             | 網站 （页面存档备份，存于） |
| 2017年 | 5月14日 - 9月24日        | 請回答1988           | 40   | 惠利、朴寶劍、高庚杓、柳俊烈、李東輝                                                                     | 網站 （页面存档备份，存于） |
| 2017年 | 10月1日 - 12月3日        | 舉重妖精金福珠       | 20   | 李聖經、南柱赫、景收真、李載允                                                                           | 網站 （页面存档备份，存于） |
| 2017年 | 10月10日 - 11月29日      | 指尖的溫暖           | 30   | Junior、陳怡嘉、陳博正、尹昭德、王琄、黃瑄、李沛旭                                                       | 網站 （页面存档备份，存于） |
| 2017年 | 11月30日 - 12月28日      | 孤單又燦爛的神－鬼怪 | 28   | 孔劉、金高銀、李棟旭、劉寅娜                                                                             | 網站 （页面存档备份，存于） |
| 2017年 | 12月10日 - 2018年3月11日 | 藍色海洋的傳說       | 26   | 全智賢、李敏鎬、申惠善、李知勳                                                                           | 網站 （页面存档备份，存于） |
| 2018年 | 1月2日 - 1月18日         | 第二次20歲           | 22   | 崔智友、李相侖、崔元英、金旻載、孫娜恩                                                                   | 網站 （页面存档备份，存于） |
| 2018年 | 3月14日 - 6月7日         | 1006的房客           | 26   | 李國毅、謝欣穎、謝坤達、謝沛恩、黃騰浩、許光漢                                                           | 網站 （页面存档备份，存于） |
| 2018年 | 6月13日 - 8月30日        | 人際關係事務所       | 24   | 曹佑寧、王柏傑、郭書瑤、馬志翔、陽靚                                                                     | 網站 （页面存档备份，存于） |
| 2018年 | 6月24日 - 9月16日        | 浪漫醫生金師傅       | 26   | 韓石圭、柳演錫、徐玄振                                                                                   | 網站 （页面存档备份，存于） |
| 2018年 | 10月18日 - 12月12日      | 大力女都奉順         | 24   | 朴寶英、朴炯植、金志洙、安友淵、薛仁雅                                                                   | 網站 （页面存档备份，存于） |
| 2019年 | 4月24日 - 7月11日        | 如果愛，重來         | 24   | 張書豪、柯佳嬿、吳岳擎、陳妤、陶傳正、陳幼芳、李李仁、涂善妮                                             | 網站 （页面存档备份，存于） |
| 2019年 | 9月10日 - 2020年1月9日   | 延禧攻略             | 70   | 聶遠、秦嵐、吳謹言、許凱、譚卓、佘詩曼                                                                   | 網站 （页面存档备份，存于） |

### 台視綜合台
| 年份   | 首播期間                 | 劇名             | 集數 | 演員                                                       |
| 2011年 | 7月2日 - 7月24日         | 就愛談天         | 8    | 周幼婷、吳心愛、陳志強、路嘉欣                             |
| 2016年 | 5月26日 - 8月2日         | 菩提樹下         | 53   | 鍾漢良、劉愷威、吕一、楊蕊、李子雄、陳莎莉                 |
| 2016年 | 8月3日 - 9月5日          | 大漢賢后衛子夫   | 47   | 王珞丹、林峯、周麗淇、徐正曦、沈泰、陳莎莉、俞小凡、鄭媛元 |
| 2016年 | 9月5日 - 10月5日         | 犀利仁師         | 44   | 吳奇隆、劉詩詩、吳映潔、葉祖新、霍政諺                     |
| 2016年 | 10月5日 - 11月7日        | 離婚律師         | 46   | 吳秀波、姚晨、張萌、方中信、韓雨芹、賈景暉                 |
| 2016年 | 11月7日 - 12月14日       | 大宋傳奇之趙匡胤 | 54   | 陳建斌、殷桃、邵峰、王繪春、田玲、周揚、李雯雯、李建新     |
| 2017年 | 4月7日 - 5月11日         | 花千骨           | 50   | 霍建華、趙麗穎、蔣欣、張丹峰、李純、馬可                   |
| 2017年 | 11月11日 - 2018年2月24日 | 瑯琊榜           | 54   | 胡歌、王凱、黃維德、吳磊、高鑫、劉濤、陈龙                 |

## 外部連結
- 台視全球資訊網 （页面存档备份，存于）
- 台視全球資訊網 - 節目表 （页面存档备份，存于）
- 台視全球資訊網 - 節目總覽 （页面存档备份，存于）
- 台視主頻的Facebook專頁
- YouTube上的「TTV 台視官方頻道 TTV Official Channel」頻道